# Luisia cordatilabia
Luisia cordatilabia är en orkidéart som beskrevs av Oakes Ames och Eduardo Quisumbing y Argüelles. Luisia cordatilabia ingår i släktet Luisia och familjen orkidéer. Inga underarter finns listade i Catalogue of Life.